# 拿破崙·比斯利
拿破崙·比斯利（Napoleon Beazley，1976年8月5日—2002年5月28日）是一個美國少年死刑犯，被控於1994年涉嫌殺害63歲的德州商人約翰·路堤（John Luttig）。比斯利後來被判有罪，並以謀殺罪罪名於2002年5月28日處以注射死刑。
1994年4月19日，比斯利潛進路堤家的車庫，準備行竊他們的梅賽德斯-賓士汽車，卻被屋主夫婦發現。比斯利朝兩人開槍，殺了約翰·路堤，但他的妻子逃開，倖存下來。比斯利作案時有兩名共犯，塞德瑞克·科爾曼（Cedrick Coleman）與唐納德·科爾曼（Donald Coleman），兩人作證時都對比斯利作出不利證詞，之後皆被判處無期徒刑。
比斯利案的爭議點在於他犯案時年僅17歲又9個半月，而他的受害人又是聯邦法官約翰·米歇爾·路堤的父親。當比斯利上訴到美國最高法院時，9個大法官中有3個都為此迴避，將案件交由另外6名同事審理。其中安東寧·斯卡利亞大法官迴避的理由是路堤法官曾是他的下屬，而戴維·蘇特和克拉倫斯·湯瑪斯大法官則因路堤當年曾爭取讓他們獲提名為最高法院大法官而迴避。
2001年8月13日，最高法院大法官就比斯利提出的延遲執行要求進行投票，6位大法官最終以3-3未做出決定。隔年5月28日，最高法院以6-0無異議拒絕給予比斯利人身保護令。斯卡利亞、蘇特和湯瑪士法官都在投票中迴避。
比斯利案引起輿論爭議，國際特赦組織等反對處死少年犯的組織認為，比斯利犯案時距離成年還有3.5個月，因此仍是少年，而非成人。之後在2004年，最高法院在羅珀訴西蒙斯案中禁止對犯案時未滿18歲的犯罪者執行死刑，並形成判例，從此美國將不再有少年死刑犯。